# Бабко, Анатолий Кириллович
Анато́лий Кири́ллович Бабко́ (2 (15) октября 1905 года, Судженское, Томский уезд, Томская губерния — 7 января 1968, Киев) — украинский советский химик-аналитик, академик Академии наук Украинской ССР (1957), заслуженный деятель науки УССР (1966).

## Образование и квалификация
- 1927 — окончил Киевский политехнический институт
- считается учеником академика Н. А. Тананаева,
- Доктор химических наук
- с 1943 профессор Киевского университета
- с 1957 академик Академии наук УССР.

## Трудовая деятельность
- с 1927 — преподаватель Киевского политехнического института.
- с 1930 — работник Киевского технологического института пищевой промышленности.
- с 1934 — преподаватель Киевского университета
- 1939 — организовал аналитический отдел в Институте общей и неорганической химии АН УССР
- с 1941 — руководитель аналитического отдела Института общей и неорганической химии АН УССР
- с 1944 — по совместительству заведующий кафедрой аналитической химии Киевского университета.

Во время войны, пребывая в эвакуации вместе с институтом в Уфе, Бабко выполнял работы важные для оборонной промышленности: изучал цветные и редкостные элементы уральских залежей руды, изучал приборы зажигания авиамоторов, вел организацию контроля производства некоторых новых сплавов. Позже Анатолий Кириллович создал наверное, самую большую в Украине школу химиков-аналитиков. Она была известна также и за границей. В  школе проводились важные исследования в области аналитической химии. 

## Научная деятельность
- Основные работы посвящены физической химии комплексных соединений и применению их в аналитической химии, а также фотометрическим и люминесцентным методам анализа;
- Обосновал основные принципы ступенчатой диссоциации комплексных соединений в растворах;
- Исследовал оптическими методами состав и параметры прочности и диссоциации комплексных соединений в растворах;
- Исследовал тройные комплексы типа ион металла—лиганд—органическое основание.

Опубликовал свыше 400 работ. В 1958—1968 годах — главный редактор «Украинского химического журнала».

## Награды и звания
- орден Ленина
- орден «Знак Почёта» (01.10.1944)
- медали
- Заслуженный деятель науки УССР

## Сочинения
- Колориметрический анализ. — М., Л. 1951 (совм. с А. Т. Пилипенко).
- Физико-химический анализ комплексных соединений в растворе. — Киев. 1955.
- Количественный анализ. — М. 1956. 2 изд. — М. 1962 (совм. с И. В. Пятницким).
- Хемилюминесцентный анализ. — Киев. 1966 (совместно с Л. И. Дубовенко и Н. М. Луковской).
- Физико-химические методы анализа. — М. 1968 (совместно с А. Т. Пилипенко, И. В. Пятницким и О. П. Рябушко).
- Фотометрический анализ. Общие сведения и аппаратура. — М. 1968 (совместно с А. Т. Пилипенко).